# Аманкарагайский бор
Аманкарагайский сосновый бор — лесной массив в Аулиекольском районе Костанайской области Казахстана.
Аманкарагайский лес — искусственно созданный сосновый бор в Костанайской области Казахстана. Заложен в 1915 году. Массовые посадки проводились в 1930-1950-х годах силами:
- Лесничества Тургайской области (до 1917)
- Советских лесохозяйственных организаций (Главлесхоз КазССР)
- Заключённых Карлага (1930-е)[1][2]
Цель создания — борьба с песчаными бурями и опустыниванием степей. Площадь первоначальных посадок составила 12 тыс. га, к 1960 году расширена до 40 тыс. га[3].

## Характеристика
Площадь — 320 км². Протянулся с запада на восток на 45 км, ширина около 15 км. Запасы древесины 250—350 м³/га. Произрастают сосна, берёза и тополь. На территории находится множество мелких озёр.
Лесхоз в селе Аманкарагай ведёт заготовку древесины для местных жителей.

## Происшествия
В сентябре 2022 года в районе произошёл крупный пожар уничтоживший несколько десятков тысяч гектаров леса. В области объявили ЧС районного масштаба. Ситуацию взял на контроль Президент Казахстана Касым-Жомарт Токаев. Ближайшие поселения были эвакуированы. Через некоторое время пожар удалось ликвидировать. Однако некоторые дома сгорели — для погорельцев выстроили новые дома за счёт государства.

## Галерея

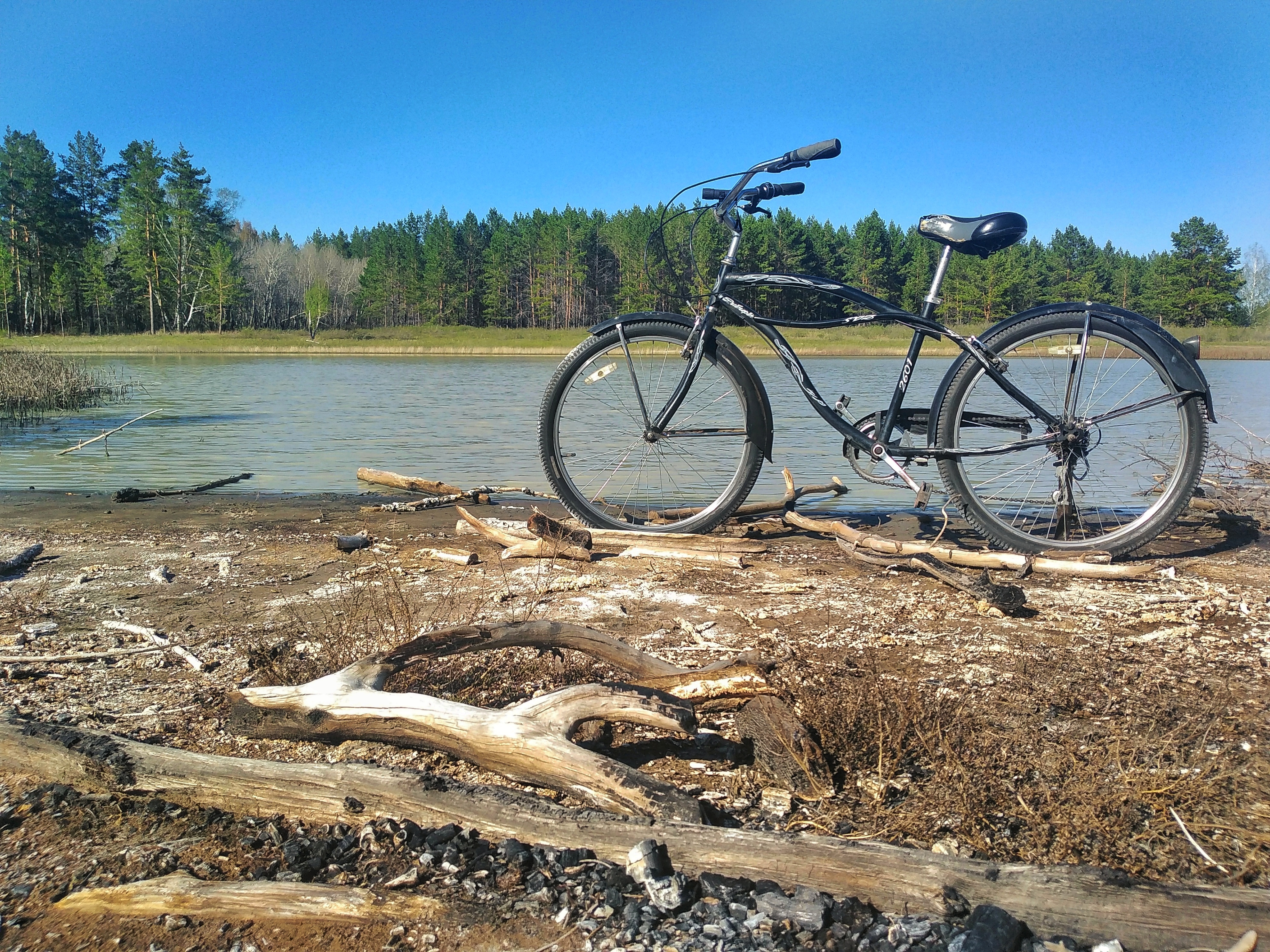
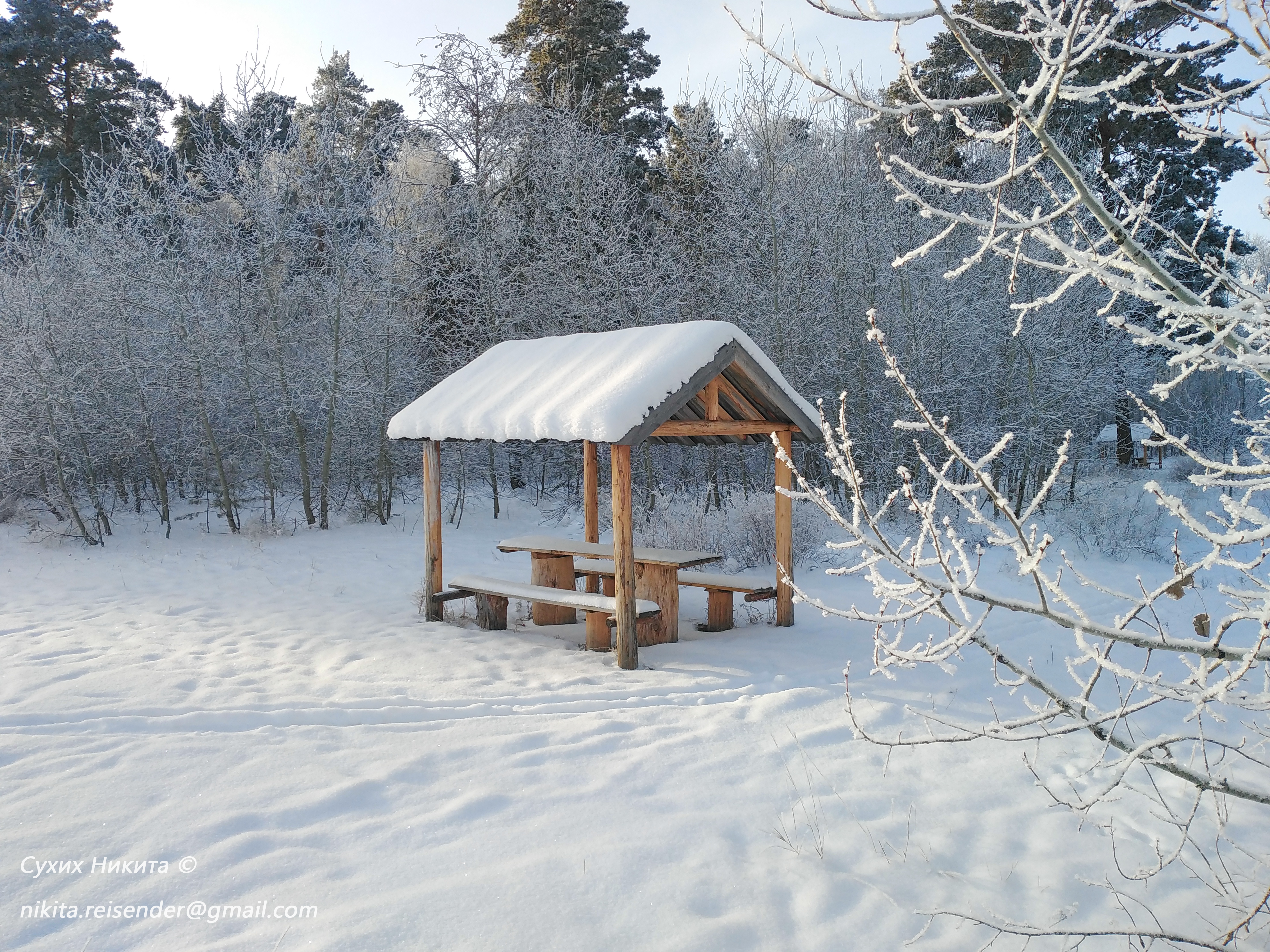
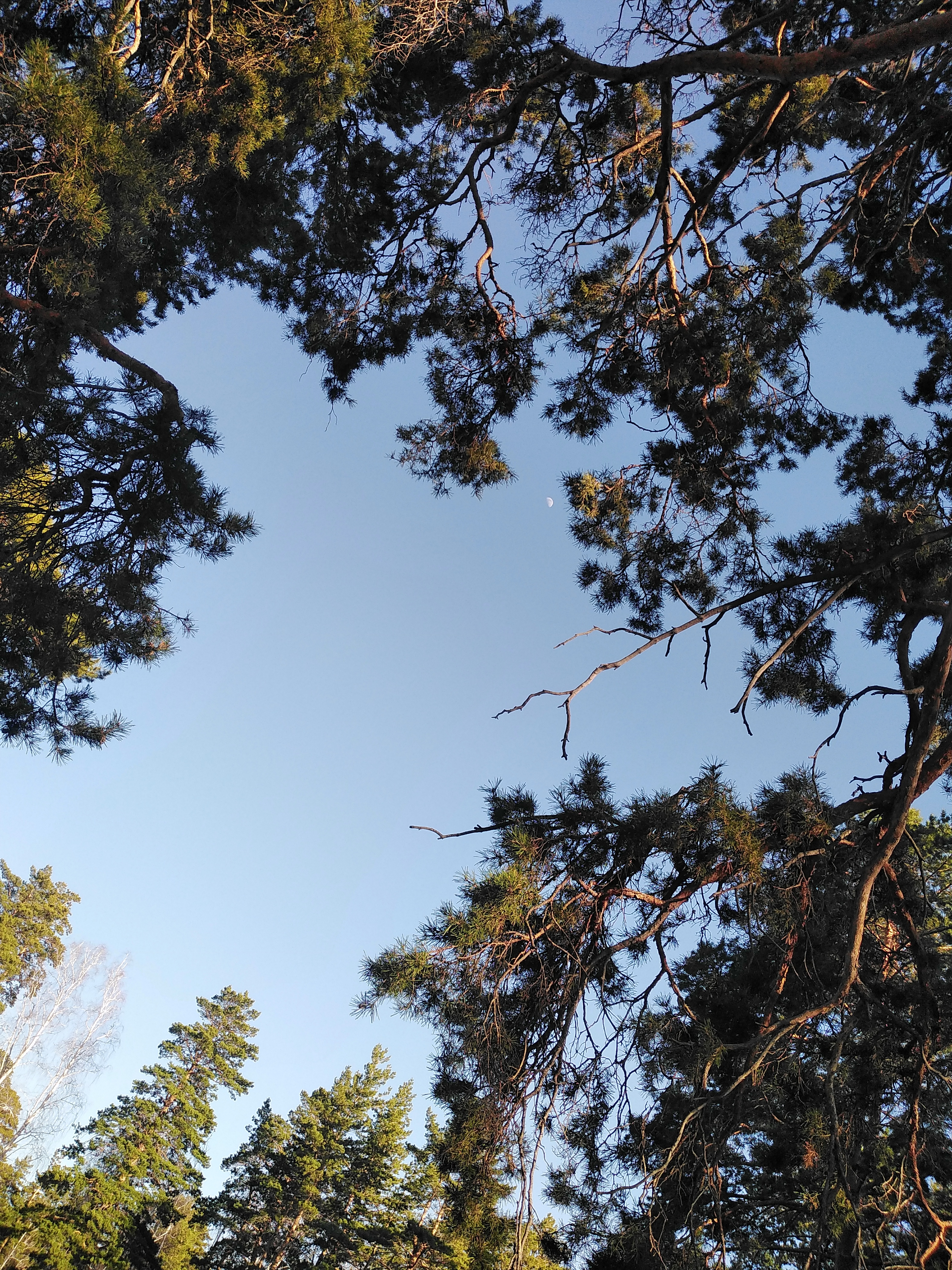
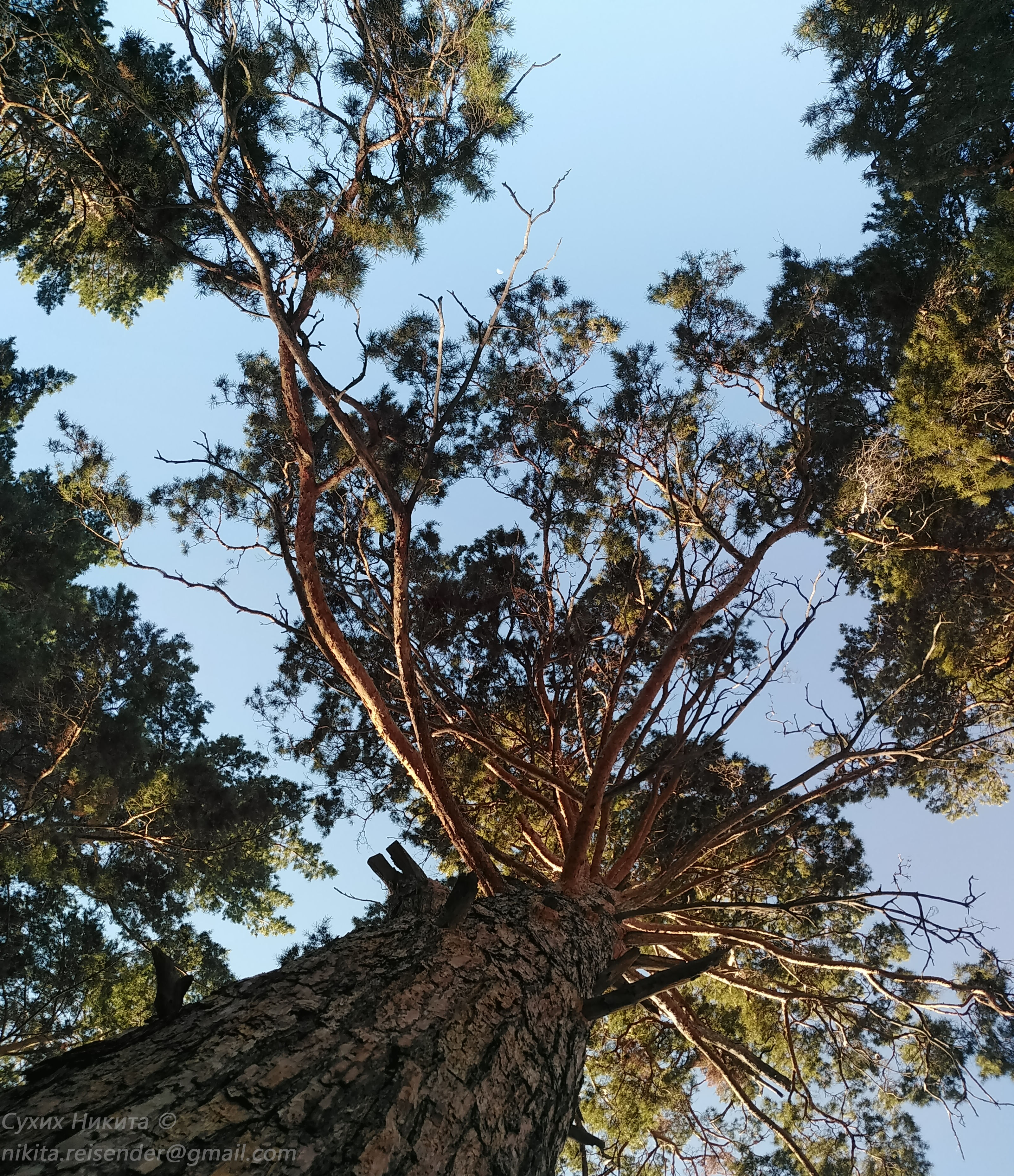
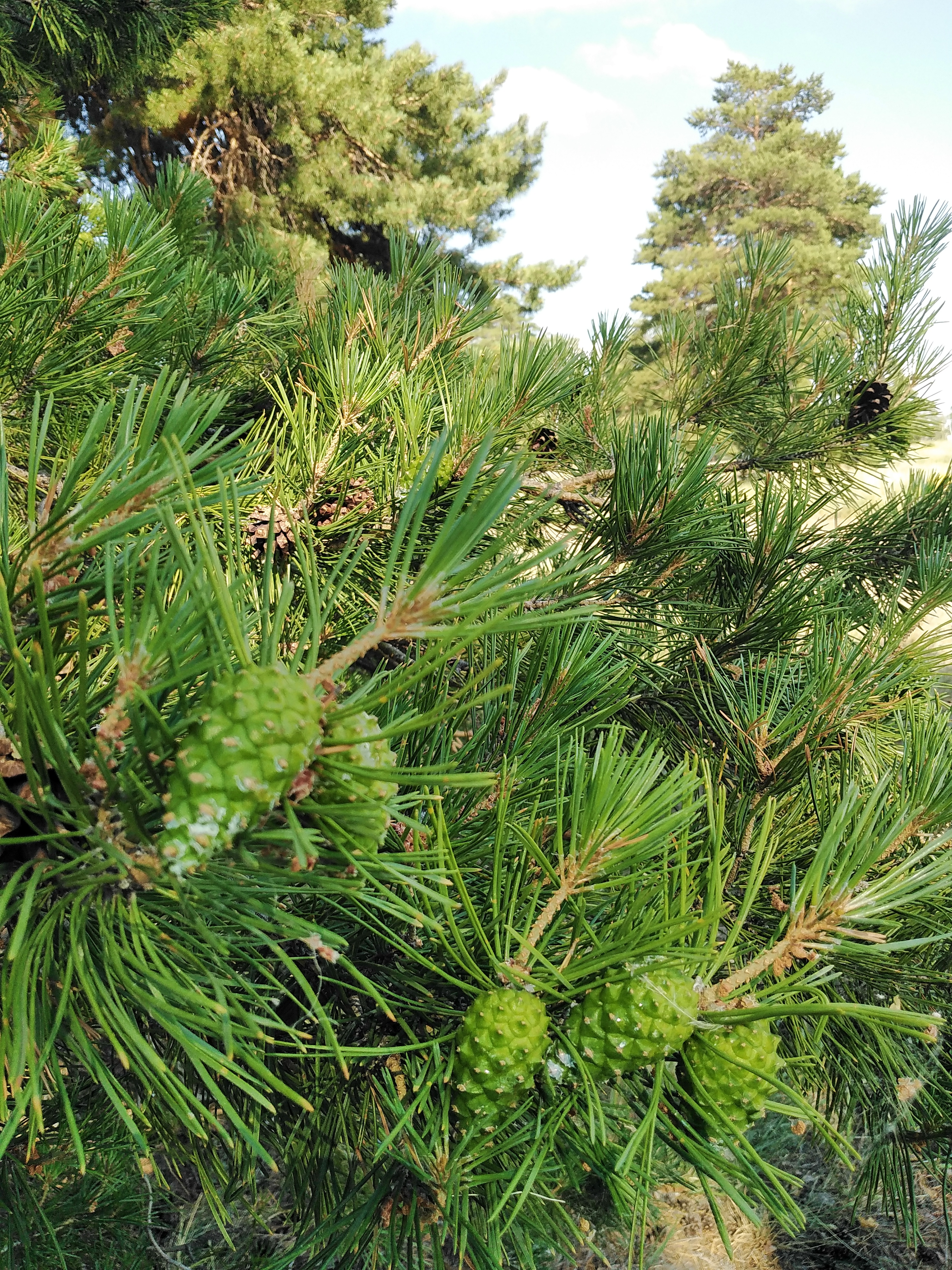